# Автошлях E008
Європейський маршрут E008 — європейський автомобільний маршрут категорії Б, що проходить в Таджикистані та з'єднує міста Душанбе, Хорог і закінчується кордоном між КНР і Таджикистаном.

## Маршрут
- Таджикистан
  - E123, E006 Ташкент, Коканд